# Dundocharax bidentatus
Dundocharax bidentatus är en fiskart som beskrevs av Poll, 1967. Dundocharax bidentatus ingår i släktet Dundocharax och familjen Distichodontidae. IUCN kategoriserar arten globalt som otillräckligt studerad. Inga underarter finns listade i Catalogue of Life.